# 藤原喜一
藤原 喜一（ふじわら きいち、1880年〈明治13年〉12月17日 - 1990年〈平成2年〉3月6日）は、編集者、東洋美術史・中国書道史研究者。号は楚水（そすい）。書や漢詩に関する著書多数。男性長寿日本一だった（109歳）。

## 来歴
大分県西国東郡呉崎村（現：豊後高田市）生まれ。呉崎小学校教師から関西法律学校や明治法律学校で法律・経済学を学び、1904年、実業之日本社に入社。編集長、理事を務める。1928年、退社後は三省堂出版部顧問に。
戦後は東洋美術史、中国書道史の著述をする傍ら、駒澤大学、東京学芸大学、横浜国立大学で東洋美術史、中国書道史を講義。1961年、論文『中国書道史』で博士号（文学、駒澤大学）を取得。
1912年頃、田越村だった頃から神奈川県逗子市に住み、亡くなるまでの約80年間を逗子で暮らす。
1990年1月、鶴英寿の死去に伴い、男性長寿日本一となる。1990年3月6日、逗子ホーム・せせらぎにて老衰のため死去。

## 著書
- 『図解書道史（全5巻）』省心書房、1971～1973年。
- 『註解名蹟碑帖大成（上・下）』省心書房、1977年。
- 『墨場必携 款識叢例』省心書房、1979年。
- 『墨場必携 歴代絶句選』省心書房、1979年。
- 『訓註 墨場必携詠物詩選（全3巻）』省心書房、1984～1985年。

## 回想
- 『東方学回想 Ⅲ　学問の思い出〈1〉』東方学会編、刀水書房、2000年。座談会での回想を収録